# Суль-Кічора
Суль-Кічора (пол. Sól-Kiczora) — село в Польщі, у гміні Райча Живецького повіту Сілезького воєводства.